# جريمة سياسية

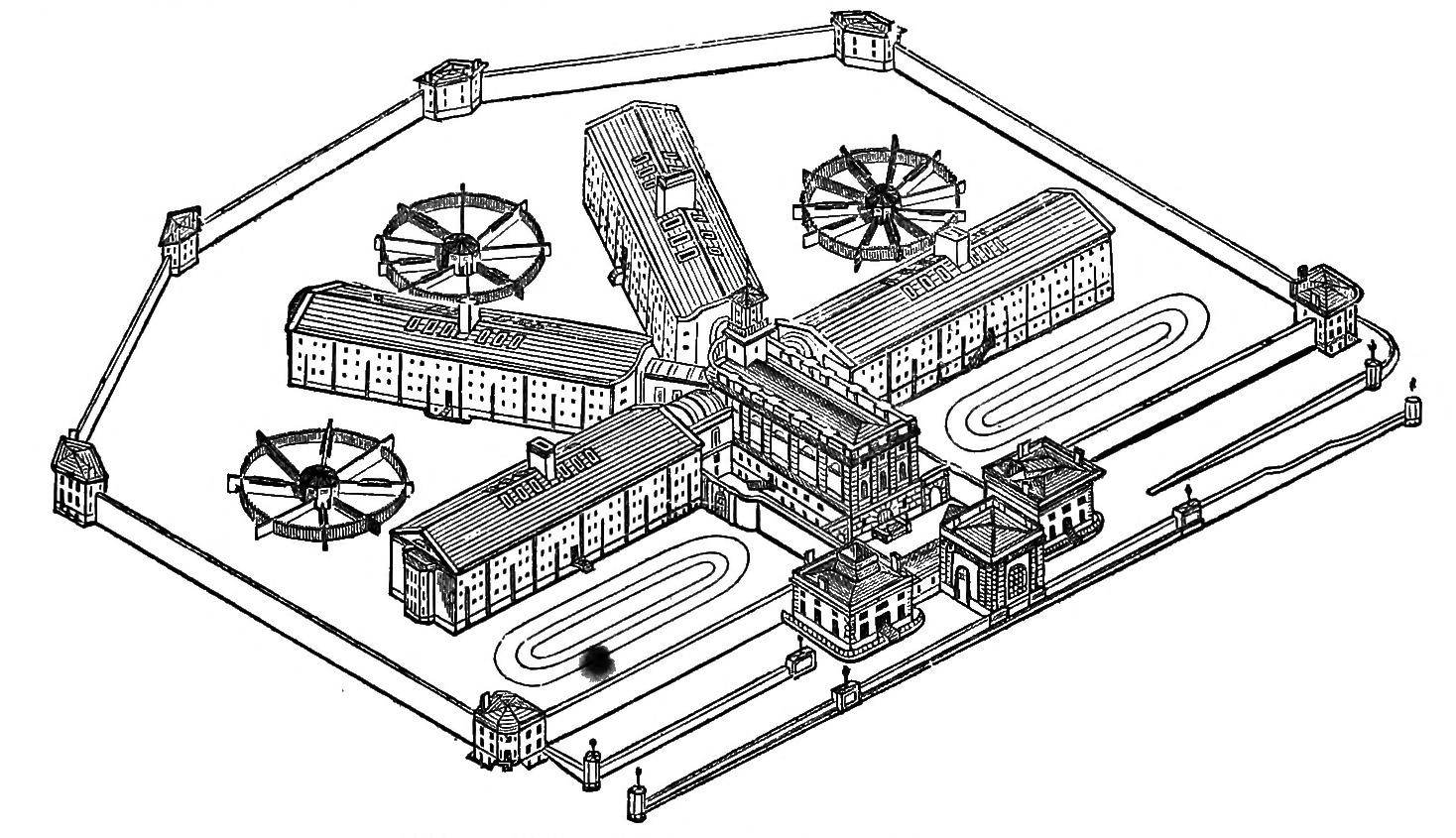

في علم الجريمة الجريمة السياسية أو الإجرام السياسي هو جرم ينتهك مرتكبه التشريع الجنائي، إلا أنه يتميز عن الإجرام العادي بطبيعته الخاصة، وبنظرة المجتمع المتسامحة إلى مرتكبه. وهو جرم قديم جداً في تاريخ البشرية، لكنّ تطور معاملة مرتكبه إلى اللينً. وقد ازدهر في تلك الحقب مفهوم الجلالة البشرية في مقابله مفهوم الجلالة الإلهية للتخلص من الأشخاص الخطرين على النظام السياسي، واستصفاء أموالهم ومعاقبتهم بوحشية، والتنكيل بأسرهم وجماعتهم. ففي القديم كان المجرم السياسي يعدّ عدو المجتمع وكان يعاقب معاقبة في منتهى القسوة، لأنه كان يعمل على تغيير نظام المجتمع وتبديل قواعده السياسية أو الاجتماعية. ولما كان الرئيس أو الملك في المجتمعات القديمة هو رأس الدولة وممثلها، فقد كان المجرم السياسي عدواً شخصياً له ولدولته.
عرّفت الشريعة الإسلامية الإجرام السياسي باسم البغي والمجرمين السياسيين باسم البغاة. وقد وضعت قواعد واضحة لمعاملة هؤلاء معاملة حسنة. فهم، في نظرها، مجتهدون يثورون على الإمام الظالم لخلعه، وتخليص الناس من آثامه. اعترفت الأمم المتحدة بحق كل إنسان في الحصول على ملجأ يقيه من الاضطهاد أو ما يسمى باللجوء السياسي، ولكن لا يجوز منح هذا الملجأ إذا كان هذا الإنسان مرتكباً جرماً عادياً، كما تنص المادة 14 من ميثاق الأمم المتحدة.

## نظرة عامة
ارتبط ظهور اصطلاح الجريمة السياسية بقيام الثورة الفرنسية التي اعتبرت دعوتها إلى مناهضة الحكم المطلق والنظم الاستبدادية في أوروبا نقطة تحول جوهرية بالنسبة لعلاقة الشعوب بنظمها السياسية. من دوافع الإجرام السياسي مثل التدخل في سياسات الدول تجاه غيرها فمثلا اغتيال العلماء والصحفيين والأقلام الحرة يؤثر على قدرات الدولة ما يؤدي لإضعافها. من الجرائم السياسية: الاعتداء على أمن الدولة، كالتآمر لتغيير نظام الحكم، أو العمل على تغيير الدستور، وجرائم المطبوعات (جرائم الرأي) والصحافة التي تتعرض للحقوق السياسية وكجرائم الغش في الانتخابات مثلا. الرأي الغالب في الفقه الجنائي المعاصر يميل إلى إخراج الجرائم الواقعة على أمن الدولة الخارجي من طائفة الجرائم السياسية كجرائم الخيانة والتجسس والتآمر مع العدو. يكون تصنيف الجرائم إلى سياسية وأخرى عادية هو تصنيف يهدف إلى معاملة المجرم السياسي معاملة خاصة، باعتبار أنه لم يرتكب جرمه بدافع الكسب أو السرقة أو لدافع إجرامي بحت، وإنما لهدف سياسي ومن باعث سياسي أيضا. فإن الاتجاه العالمي مستقر على استثناء عقوبة الإعدام في الجرائم السياسية أي عدم تطبيقها على المجرمين السياسيين، وكذلك عدم تعريضهم للعقوبات التي تترافق مع أشغال شاقة أو الحبس مع الشغل في السجون.
يمكن أن التميز بين الجريمة الإرهابية والجريمة السياسية من خلال أن الضحايا في حالة الجريمة الإرهابية غير محددين بذواتهم في أحيان كثيرة مما يساهم في خلق شعور عام بالخطر يؤدي إلى إثارة حالة من الرعب في المجتمع، بينما في الجريمة السياسية لا يقع ضرر مادي على ناس من المجتمع، كما ينعدم فيها الإحساس بالخطر العام، وليس لها ضحايا لأنها تتعلق غالبا بإبداء رأي مخالف لما هو منصوص عليه في القوانين الداخلية للدول. وعلى هذا الأساس منح القانون الدولي من يرتكب هذه الأفعال ويكون مطاردا من السلطات المحلية حق اللجوء السياسي، بينما حرم هذا الحق على المجرم الإرهابي، هذا ولا يعتبر القانون الدولي الجريمة الإرهابية، جريمة سياسية بأي حال من الأحوال. تنطبق الجريمة السياسية فقط على الآراء والأفكار والمعتقدات التي تشكل منهجا فكريا معينا يتفق أو يتعارض مع فكر مجموعة سياسية تتواجد في السلطة، وينطبق أيضا على الأنشطة المحظورة أو الترويج لفكر سياسي محظور، عن طريق الخطابة أو المنشورات أو الملصقات أو أي وسيلة أخرى لا يستخدم فيها العنف أو التحريض عليه وهذه هي فقط التي ينطبق عليها لفظ جرائم سياسية.